# Nati il 25 settembre

## XIII secolo(2)
- 1216 - Roberto I d'Artois, conte († 1250)
- 1274 - Rodolfo IV di Neuchâtel, nobile svizzero († 1343)

## XIV secolo(1)
- 1358 - Ashikaga Yoshimitsu, militare giapponese († 1408)

## XV secolo(3)
- 1403 - Luigi III d'Angiò, principe francese († 1434)
- 1450 - Ursula di Brandeburgo, nobile († 1508)
- 1500 - Michelangelo Biondo, medico italiano

## XVI secolo(9)
- 1508 - Francisco Mendoza Bobadilla, cardinale e vescovo cattolico spagnolo († 1566)
- 1527 - Tolomeo Gallio, cardinale e arcivescovo cattolico italiano († 1607)
- 1529 - Alfonso I Gonzaga, nobile italiano († 1589)
- 1529 - Günther XLI di Schwarzburg-Arnstadt, militare e diplomatico tedesco († 1583)
- 1552 - Vespasiano Genuino, scultore e monaco cristiano italiano († 1637)
- 1561 - Adriaan van Roomen, matematico fiammingo († 1615)
- 1564 - Magnus Brahe, politico svedese († 1633)
- 1582 - Eleonora d'Asburgo, nobile austriaca († 1620)
- 1582 - Eitel Friedrich von Hohenzollern-Sigmaringen, cardinale e vescovo cattolico tedesco († 1625)

## XVII secolo(11)
- 1607 - Dorotea di Anhalt-Zerbst, nobile († 1634)
- 1613 - Claude Perrault, medico e architetto francese († 1688)
- 1620 - François Bernier, filosofo, medico e viaggiatore francese († 1688)
- 1632 - Francesco Provenzale, compositore italiano († 1704)
- 1644 - Ole Rømer, astronomo danese († 1710)
- 1680 - Adamo Francesco Carlo di Schwarzenberg, nobile e militare austriaco († 1732)
- 1683 - Jean-Philippe Rameau, compositore, clavicembalista e organista francese († 1764)
- 1686 - Sante Lanucci, vescovo cattolico italiano († 1767)
- 1694 - Henry Pelham, politico inglese († 1754)
- 1696 - Marie Anne de Vichy-Chamrond, scrittrice francese († 1780)
- 1697 - Francesco Giosea di Sassonia-Coburgo-Saalfeld, duca († 1764)

## XVIII secolo(52)
- 1710 - Augustin Ehrensvärd, generale, architetto e artista svedese († 1772)
- 1711 - Qianlong, imperatore cinese († 1799)
- 1714 - Joseph de Bauffremont, ammiraglio francese († 1781)
- 1715 - Vittoria Carlotta di Anhalt-Bernburg-Schaumburg-Hoym, nobile († 1792)
- 1718 - Luigi Ernesto di Brunswick-Lüneburg († 1788)
- 1718 - Nicola Conforto, compositore italiano († 1793)
- 1718 - Martin Johann Schmidt, pittore austriaco († 1801)
- 1721 - Pietro Antonio Lorenzoni, pittore austriaco († 1782)
- 1721 - Luigi Vittorio di Savoia-Carignano, principe († 1778)
- 1725 - Guido Calcagnini, cardinale e arcivescovo cattolico italiano († 1807)
- 1725 - Joseph Nicolas Cugnot, ingegnere francese († 1804)
- 1726 - Angelo Maria Bandini, religioso, bibliotecario e collezionista d'arte italiano († 1803)
- 1727 - Francesco Bartolozzi, disegnatore, pittore e incisore italiano († 1815)
- 1729 - Christian Gottlob Heyne, filologo classico, traduttore e bibliotecario tedesco († 1812)
- 1732 - Angelo Fabroni, storico e religioso italiano († 1803)
- 1734 - Louis-René-Édouard de Rohan-Guéménée, cardinale, vescovo cattolico e diplomatico francese († 1803)
- 1741 - Václav Pichl, compositore e violinista ceco († 1805)
- 1742 - François Laurent d'Arlandes, pioniere dell'aviazione francese († 1809)
- 1743 - François Thomas Galbaud-Dufort, generale francese († 1801)
- 1744 - Giuseppe Capecelatro, arcivescovo cattolico e politico italiano († 1836)
- 1744 - Federico Guglielmo II di Prussia, re († 1797)
- 1746 - Silvestro Miccù, arcivescovo cattolico italiano († 1830)
- 1749 - Abraham Gottlob Werner, geologo e mineralogista tedesco († 1817)
- 1751 - Carlo Eugenio di Lorena, principe di Lambesc, principe e generale francese († 1825)
- 1753 - Giovanni Battista Canaveri, vescovo cattolico italiano († 1811)
- 1754 - Luigi Caruso, compositore italiano († 1823)
- 1758 - Franz Michael Vierthaler, pedagogista, scrittore e pubblicista austriaco († 1827)
- 1760 - Tommaso Gargallo, poeta italiano († 1843)
- 1761 - Ottavio Mormile, nobile, politico e diplomatico italiano († 1836)
- 1762 - Johann Gottfried Hoche, teologo e storico tedesco († 1836)
- 1762 - Pietro Leggiadri Gallani, politico e militare italiano († 1825)
- 1764 - Fletcher Christian, ufficiale inglese († 1793)
- 1766 - Armand Emmanuel du Plessis de Richelieu, politico e diplomatico francese († 1822)
- 1767 - John Stuart, Lord Mount Stuart, politico britannico († 1794)
- 1768 - Gottfried Mind, pittore svizzero († 1814)
- 1771 - Cosmo Maria De Horatiis, medico italiano († 1850)
- 1771 - Nikolaj Nikolaevič Raevskij, generale russo († 1829)
- 1772 - Fath Ali Shah, sovrano persiano († 1834)
- 1772 - Enrico di Stolberg-Wernigerode, nobile tedesco († 1854)
- 1773 - Agostino Bassi, naturalista e botanico italiano († 1856)
- 1773 - Gilbert Chabrol de Volvic, funzionario francese († 1843)
- 1776 - Jean-Baptiste Mougeot, botanico, micologo e medico francese († 1858)
- 1777 - Giuseppe Ponte di Pino, nobile italiano († 1858)
- 1778 - Luigi di Anhalt-Köthen, principe († 1802)
- 1782 - Charles Robert Maturin, scrittore e drammaturgo irlandese († 1824)
- 1785 - George Frederick Pinto, compositore, pianista e violinista britannico († 1806)
- 1787 - Ippolito Cavalcanti, cuoco e letterato italiano († 1859)
- 1787 - Fortunato Duranti, pittore e collezionista d'arte italiano († 1863)
- 1793 - Felicia Hemans, poetessa britannica († 1835)
- 1794 - Pasquale De Rossi, politico italiano († 1863)
- 1794 - Chiarissimo Falconieri Mellini, cardinale e arcivescovo cattolico italiano († 1859)
- 1799 - Lionardo Vigo Calanna, poeta, filologo e politico italiano († 1879)

## XIX secolo(174)
- 1801 - Eduard Knoblauch, architetto tedesco († 1865)
- 1801 - Nikolaj Nikolaevič Raevskij, nobile e generale russo († 1843)
- 1804 - Bartolomeo Grazioli, presbitero e patriota italiano († 1853)
- 1805 - Emil Gottlieb Friedländer, storico e numismatico tedesco († 1878)
- 1807 - Alfred Vail, inventore statunitense († 1859)
- 1808 - Georg Fresenius, botanico e medico tedesco († 1866)
- 1809 - Ödön Zichy, nobile ungherese († 1848)
- 1810 - Peder Sather, banchiere e filantropo statunitense († 1886)
- 1815 - Cesare Giulini della Porta, funzionario e politico italiano († 1862)
- 1815 - Giuseppe Lyons, politico italiano († 1853)
- 1819 - George Salmon, matematico e teologo irlandese († 1904)
- 1821 - Antonio Colocci, politico italiano († 1908)
- 1823 - Thomas John Wood, generale statunitense († 1906)
- 1824 - Gerolamo Trenti, pittore italiano († 1898)
- 1825 - Joachim Heer, politico svizzero († 1879)
- 1825 - Rocco Larussa, scultore italiano († 1894)
- 1826 - Henri Gourdon de Genouillac, storico francese († 1898)
- 1829 - William Michael Rossetti, poeta e critico letterario britannico († 1919)
- 1830 - Konstantin Dmitrievič Flavickij, pittore russo († 1866)
- 1830 - Karl Klindworth, pianista e editore musicale tedesco († 1916)
- 1832 - Terenzio Grossi, brigante italiano († 1862)
- 1832 - William Le Baron Jenney, architetto statunitense († 1907)
- 1834 - Louis Douzette, pittore tedesco († 1924)
- 1834 - Désiré van Monckhoven, chimico, inventore e ottico belga († 1882)
- 1836 - Emilio Villari, fisico italiano († 1904)
- 1839 - Mina Kruseman, scrittrice, attrice e commediografa olandese († 1922)
- 1839 - Karl Alfred von Zittel, geologo e paleontologo tedesco († 1904)
- 1840 - Filippo Carcano, pittore italiano († 1914)
- 1840 - Annie Chapman, britannica († 1888)
- 1841 - Carlo Rizzetti, imprenditore e politico italiano († 1931)
- 1843 - Thomas Chrowder Chamberlin, geologo statunitense († 1928)
- 1845 - Laura Zanon Paladini, attrice teatrale italiana († 1919)
- 1846 - Henri Deutsch de la Meurthe, imprenditore francese († 1919)
- 1846 - Wladimir Köppen, geografo, botanico e climatologo tedesco († 1940)
- 1846 - Archibald Henry Sayce, archeologo britannico († 1933)
- 1848 - Luigi Callaini, politico e avvocato italiano († 1933)
- 1851 - Alfonso Doria Pamphili Landi, nobile e politico italiano († 1914)
- 1852 - Gestur Pálsson, scrittore islandese († 1891)
- 1852 - Hans Vaihinger, filosofo e insegnante tedesco († 1933)
- 1853 - Juan Francisco González, pittore cileno († 1933)
- 1853 - Josef Herzig, chimico austriaco († 1924)
- 1854 - Antonio Salvetti, architetto, pittore e politico italiano († 1931)
- 1855 - Leo Deutsch, rivoluzionario russo († 1941)
- 1855 - Teresa Grillo Michel, religiosa italiana († 1944)
- 1855 - Mariano de Cavia, giornalista spagnolo († 1920)
- 1855 - Giovanni Antonio Vanni, magistrato e politico italiano († 1924)
- 1856 - Alfredo Bouvier, avvocato e politico italiano († 1947)
- 1856 - Lorenzo Costa, presbitero e drammaturgo italiano († 1918)
- 1857 - Alessandro Luzio, giornalista e storico italiano († 1946)
- 1857 - Virgilio Talli, attore teatrale e regista teatrale italiano († 1928)
- 1857 - Moolam Thirunal, principe indiano († 1924)
- 1858 - Emil Ehrensberger, chimico tedesco († 1940)
- 1858 - Albrecht Penck, geografo e geologo tedesco († 1945)
- 1859 - Johannes Kirchner, filologo classico e epigrafista tedesco († 1940)
- 1859 - August von Gödrich, ciclista su strada tedesco († 1942)
- 1860 - John Hope, I marchese di Linlithgow, politico britannico († 1908)
- 1861 - Guido Boggiani, antropologo, fotografo e pittore italiano († 1901)
- 1862 - Billy Hughes, politico australiano († 1952)
- 1863 - Edmund Burke Delabarre, psicologo statunitense († 1945)
- 1863 - Augusto Stella, ingegnere e geologo italiano († 1944)
- 1864 - Eugène Lomont, pittore francese († 1938)
- 1865 - Henri Lebasque, pittore francese († 1937)
- 1865 - Georges Semichon, velista francese
- 1866 - Giulio Justolin, pittore italiano († 1930)
- 1866 - Thomas Hunt Morgan, genetista e biologo statunitense († 1945)
- 1867 - Édouard Geynet, tiratore a volo francese († 1916)
- 1867 - Evgenij Karlovič Miller, generale russo († 1939)
- 1867 - Albina Scacchetti, sindacalista italiana († 1953)
- 1868 - Kristian Birch-Reichenwald Aars, filosofo e psicologo norvegese († 1917)
- 1868 - Luciano Franco, ingegnere e architetto italiano († 1943)
- 1868 - Jaroslav Kvapil, poeta, drammaturgo e librettista ceco († 1950)
- 1868 - Mario Novaro, poeta, filosofo e imprenditore italiano († 1944)
- 1869 - John Emile Clavering Hankin, drammaturgo e saggista inglese († 1909)
- 1869 - Rudolf Otto, teologo e storico delle religioni tedesco († 1937)
- 1870 - Martha Stettler, pittrice svizzera († 1945)
- 1872 - Charles Blake Cochran, impresario teatrale, attore e cantante inglese († 1951)
- 1872 - William Hennessy, lottatore statunitense († 1938)
- 1872 - Paul Reinecke, archeologo tedesco († 1958)
- 1873 - Francis Burchell, crickettista britannico († 1947)
- 1874 - Noëlle Roger, scrittrice svizzera († 1953)
- 1875 - Fernando Álvarez de Sotomayor, pittore spagnolo († 1960)
- 1875 - Emil Lask, filosofo tedesco († 1915)
- 1876 - Duilio Corompai, pittore italiano († 1952)
- 1876 - Umberto Pierantoni, zoologo italiano († 1958)
- 1876 - Andreas Suttner, schermidore austriaco († 1953)
- 1877 - Plutarco Elías Calles, politico e generale messicano († 1945)
- 1877 - Caroline Matthews, medico britannica († 1927)
- 1878 - Mario Lago, diplomatico italiano († 1950)
- 1878 - Evemero Nardella, compositore e cantante italiano († 1950)
- 1878 - Guy Oliver, attore statunitense († 1932)
- 1878 - Holger Thiele, astronomo danese († 1946)
- 1879 - Hermann Barrelet, canottiere francese († 1964)
- 1879 - Willy Düskow, canottiere tedesco († 1962)
- 1879 - Shinobu Ishihara, oculista giapponese († 1963)
- 1880 - Fortuna Novella, imprenditrice e filantropa italiana († 1969)
- 1881 - Thomas Homewood, tiratore di fune britannico († 1945)
- 1881 - Lu Xun, scrittore, saggista e poeta cinese († 1936)
- 1881 - Tullo Morgagni, giornalista e dirigente sportivo italiano († 1919)
- 1882 - Georg Schurhammer, missionario tedesco († 1971)
- 1882 - Charles Simon, dirigente sportivo francese († 1915)
- 1883 - Cesare Cervetti, pioniere dell'aviazione italiano († 1948)
- 1883 - Einar Middelboe, calciatore danese († 1968)
- 1884 - Pietro Baratono, prefetto e politico italiano († 1947)
- 1884 - Adolph Bolm, ballerino e coreografo statunitense († 1951)
- 1884 - Frederick Etchen, tiratore a segno statunitense († 1961)
- 1884 - Tanzan Ishibashi, politico e giornalista giapponese († 1973)
- 1884 - Victor Janson, attore e regista tedesco († 1960)
- 1884 - Abbie Mitchell, soprano statunitense († 1960)
- 1884 - Ercole Felice Montani, politico italiano († 1956)
- 1885 - Arthur Claydon, militare e aviatore britannico († 1918)
- 1885 - Mineichi Kōga, ammiraglio giapponese († 1944)
- 1886 - Giuseppe Carrieri, poeta, avvocato e giornalista italiano († 1968)
- 1886 - Nobutake Kondō, ammiraglio giapponese († 1953)
- 1886 - Tomaso Perassi, giurista e politico italiano († 1960)
- 1886 - Harry Schmidt, generale statunitense († 1968)
- 1886 - May Sutton, tennista statunitense († 1975)
- 1887 - Charles Aman, canottiere statunitense († 1936)
- 1887 - Spencer Bell, attore statunitense († 1935)
- 1887 - James Duncan, discobolo statunitense († 1955)
- 1887 - Jerónimo Méndez Arancibia, medico e politico cileno († 1959)
- 1887 - Giuseppe Nessi, tenore italiano († 1961)
- 1888 - Cornelia Barns, illustratrice statunitense († 1941)
- 1888 - Stefan Mazurkiewicz, matematico polacco († 1945)
- 1888 - Ottorino Mezzalama, alpinista italiano († 1931)
- 1888 - Sándor Pósta, schermidore ungherese († 1952)
- 1888 - Hanna Ralph, attrice tedesca († 1978)
- 1888 - Paul Scheuermeier, linguista e filologo svizzero († 1973)
- 1889 - Bartolomeo Aymo, ciclista su strada italiano († 1970)
- 1889 - Ennio Cavina, politico italiano
- 1889 - George Douglas Howard Cole, economista, politologo e storico britannico († 1959)
- 1889 - William Godfrey, cardinale e arcivescovo cattolico inglese († 1963)
- 1889 - Oscar Gustafsson, calciatore svedese († 1953)
- 1889 - Helena Kagan, medico israeliano († 1978)
- 1889 - Jalmari Kivenheimo, ginnasta finlandese († 1994)
- 1889 - Charles Kenneth Scott Moncrieff, scrittore e traduttore britannico († 1930)
- 1890 - Enrico Castello, pittore e illustratore italiano († 1966)
- 1890 - József Horváth, calciatore ungherese († 1945)
- 1890 - Grigorij Michajlovič Semënov, generale russo († 1946)
- 1890 - A.P. Younger, sceneggiatore statunitense († 1931)
- 1891 - Honoré Barthélémy, ciclista su strada, pistard e ciclocrossista francese († 1964)
- 1891 - Carlo Caldera, avvocato e politico italiano († 1956)
- 1892 - Ferdinando Podda, militare italiano († 1917)
- 1893 - Harald Cramér, matematico e statistico svedese († 1985)
- 1893 - Michał Kozal, vescovo cattolico polacco († 1943)
- 1893 - Ryūnosuke Kusaka, ammiraglio giapponese († 1971)
- 1893 - Kornél Oszlányi, generale ungherese († 1960)
- 1893 - Tamotsu Takama, ammiraglio giapponese († 1980)
- 1893 - Friedrich Uebelhoer, politico e militare tedesco († 1950)
- 1893 - Pacifico Giulio Vanni, arcivescovo cattolico e missionario italiano († 1967)
- 1894 - Bjarne Hansen, calciatore norvegese († 1915)
- 1894 - Tormod Kjellsen, calciatore norvegese († 1978)
- 1894 - Vincenzo Miccolupi, architetto italiano († 1978)
- 1895 - André Chéron, scacchista e compositore di scacchi francese († 1980)
- 1895 - Friedrich-Wilhelm Deutsch, generale tedesco († 1945)
- 1895 - Philip Hicks, militare britannico († 1967)
- 1895 - Adelaide Saraceni, soprano argentino († 1995)
- 1895 - Victor Saville, regista, sceneggiatore e produttore cinematografico britannico († 1979)
- 1896 - Willem Hendrik van den Bos, astronomo olandese († 1974)
- 1896 - Paolo Botto, arcivescovo cattolico italiano († 1974)
- 1896 - Nino Cortese, storico italiano († 1972)
- 1896 - Sandro Pertini, politico, giornalista e partigiano italiano († 1990)
- 1897 - Otto Christian Archibald von Bismarck, nobile, diplomatico e politico tedesco († 1975)
- 1897 - Achille Mario Dogliotti, cardiochirurgo italiano († 1966)
- 1897 - Wilhelm Falley, generale tedesco († 1944)
- 1897 - William Faulkner, scrittore, sceneggiatore e poeta statunitense († 1962)
- 1897 - Mariù Gleck, attrice italiana († 1970)
- 1897 - Teddy Hart, attore statunitense († 1971)
- 1898 - Austregésilo de Athayde, giornalista, saggista e docente brasiliano († 1993)
- 1899 - Egil Jacobsen, calciatore norvegese († 1978)
- 1899 - Sándor Nemes, calciatore e allenatore di calcio ungherese († 1977)
- 1900 - Paolo Davoli, partigiano, attivista e antifascista italiano († 1945)
- 1900 - Fritz Kolbe, diplomatico tedesco († 1971)
- 1900 - Artur Sirk, politico estone († 1937)
- 1900 - Max Weiler, allenatore di calcio e calciatore svizzero († 1969)

## XX secolo(885)
- 1901 - Bud Houser, discobolo e pesista statunitense († 1994)
- 1902 - Karl König, pediatra austriaco († 1966)
- 1902 - Ray Nazarro, regista, produttore cinematografico e sceneggiatore statunitense († 1986)
- 1902 - Herbert Zschelletzschky, storico dell'arte tedesco († 1986)
- 1902 - Ernst von Salomon, scrittore e militare tedesco († 1972)
- 1903 - Ignazio Fiore, scacchista italiano († 1954)
- 1903 - Terenzio Gargiulo, musicista e compositore italiano († 1972)
- 1903 - Abu l-A'la Maududi, teologo, politico e filosofo pakistano († 1979)
- 1903 - Mark Rothko, pittore statunitense († 1970)
- 1904 - Olive Ann Beech, imprenditrice statunitense († 1993)
- 1905 - Aurelio Ramón González, calciatore e allenatore di calcio paraguaiano († 1997)
- 1905 - Erich Herker, hockeista su ghiaccio tedesco († 1990)
- 1905 - Harriet Hoctor, ballerina e coreografa statunitense († 1977)
- 1905 - Mao Zetan, politico e rivoluzionario cinese († 1935)
- 1905 - Eileen O'Shaughnessy, inglese († 1945)
- 1905 - Giovanni Turba, velocista e mezzofondista italiano († 1994)
- 1906 - Madeleine Bourdouxhe, scrittrice belga († 1996)
- 1906 - José Figueres Ferrer, politico costaricano († 1990)
- 1906 - Giuseppe Macedonio, ceramista, scultore e pittore italiano († 1986)
- 1906 - Salvo Randone, attore italiano († 1991)
- 1906 - Dmitrij Dmitrievič Šostakovič, compositore e pianista sovietico († 1975)
- 1907 - Ernesto Albarracín, calciatore argentino
- 1907 - Robert Bresson, regista e sceneggiatore francese († 1999)
- 1907 - Vittorio Cramer, conduttore radiofonico, doppiatore e attore italiano († 1974)
- 1907 - Bill Harvell, pistard britannico († 1985)
- 1907 - Filippo Romano, magistrato italiano († 1990)
- 1908 - Jacqueline Audry, regista francese († 1977)
- 1908 - Roger Beaufrand, pistard francese († 2007)
- 1908 - Carlo Fecia di Cossato, militare italiano († 1944)
- 1908 - Mehli Mehta, violinista e direttore d'orchestra indiano († 2002)
- 1908 - Robert Mermoud, pallanuotista svizzero
- 1908 - Luigi Pantani, calciatore italiano († 1970)
- 1908 - Eugen Suchoň, compositore slovacco († 1993)
- 1909 - Eliano Fantuzzi, pittore italiano († 1987)
- 1909 - Ernest Peirce, pugile sudafricano († 1998)
- 1909 - Luigi Pepe Diaz, pittore e scultore italiano († 1970)
- 1909 - Marc-Gilbert Sauvajon, regista, sceneggiatore e drammaturgo francese († 1985)
- 1911 - Joseph Brendan Houlihan, missionario e vescovo cattolico irlandese († 1975)
- 1911 - Eric Williams, politico, storico e economista trinidadiano († 1981)
- 1911 - Émile Zermani, calciatore francese († 1983)
- 1912 - Francisco Rovira Beleta, regista e sceneggiatore spagnolo († 1999)
- 1912 - Carlos Santamaría, calciatore argentino († 1998)
- 1913 - Josef Bican, calciatore e allenatore di calcio austriaco († 2001)
- 1913 - Norman O. Brown, letterato statunitense († 2002)
- 1913 - Charles Helou, politico libanese († 2001)
- 1913 - Maria Tănase, cantante romena († 1963)
- 1914 - Pitt Herbert, attore statunitense († 1989)
- 1914 - Helen Johns, nuotatrice statunitense († 2014)
- 1914 - Ermenegildo Orzan, calciatore italiano († 2003)
- 1914 - Emilio Zanoni, politico italiano († 1995)
- 1915 - Einar Gundersen, calciatore norvegese († 1997)
- 1915 - Ernesto Lazzatti, calciatore, allenatore di calcio e giornalista argentino († 1988)
- 1916 - Oscar Abello, aviatore e ufficiale italiano († 1941)
- 1916 - Jessica Anderson, scrittrice australiana († 2010)
- 1916 - Joe Bacuzzi, allenatore di calcio e calciatore inglese († 1995)
- 1916 - Alberto Fantacone, militare e partigiano italiano († 1944)
- 1917 - Carmelo Raiti, militare italiano († 1941)
- 1917 - Phil Rizzuto, giocatore di baseball statunitense († 2007)
- 1918 - Noronha, calciatore brasiliano († 2003)
- 1919 - Edos Barbini, calciatore italiano
- 1919 - Lando Degoli, personaggio televisivo italiano († 1991)
- 1920 - Sergej Fëdorovič Bondarčuk, regista, sceneggiatore e attore sovietico († 1994)
- 1920 - Gastone Franchetti, antifascista e partigiano italiano († 1944)
- 1920 - Tat'jana Petrovna Makarova, militare sovietica († 1944)
- 1920 - Akimitsu Takagi, scrittore giapponese († 1995)
- 1921 - Angelo Compagnoni, politico e sindacalista italiano († 2018)
- 1921 - Remigio Ferretti, letterato, saggista e poeta italiano († 1991)
- 1921 - Jacques Martin, disegnatore e fumettista francese († 2010)
- 1921 - Robert Muldoon, politico neozelandese († 1992)
- 1921 - Tom Ponzi, investigatore e criminologo italiano († 1997)
- 1921 - Robert C. Prim, matematico e informatico statunitense († 2021)
- 1922 - Hammer DeRoburt, politico nauruano († 1992)
- 1922 - Roger Etchegaray, cardinale e arcivescovo cattolico francese († 2019)
- 1922 - Ilario Fioravanti, scultore, pittore e artista italiano († 2012)
- 1922 - Luciano Salce, regista, attore e sceneggiatore italiano († 1989)
- 1922 - Antonio Santangelo Fulci, militare italiano († 1943)
- 1922 - Constantin Teașcă, allenatore di calcio e calciatore rumeno († 1996)
- 1923 - Leonardo Benevolo, architetto, urbanista e storico dell'architettura italiano († 2017)
- 1923 - Georges Livanos, alpinista francese († 2004)
- 1923 - Ermanno Maciocio, partigiano italiano († 1944)
- 1923 - Sam Rivers, sassofonista, polistrumentista e compositore statunitense († 2011)
- 1923 - Martha Schlamme, attrice e cantante austriaca († 1985)
- 1924 - James H. Ellis, crittografo britannico († 1997)
- 1924 - Alois Pfeiffer, sindacalista e politico tedesco († 1987)
- 1924 - Antonio Sciotti, fumettista italiano († 1974)
- 1924 - Renato Valente, attore italiano († 1989)
- 1925 - Pablo P. Garcia, politico filippino († 2021)
- 1925 - Paul MacCready, ingegnere statunitense († 2007)
- 1925 - Silvana Pampanini, attrice e personaggio televisivo italiana († 2016)
- 1925 - Govind Perumal, hockeista su prato indiano († 2002)
- 1925 - Adolfo Philippeaux, militare e schermidore argentino († 2004)
- 1925 - Eduardo Poveda Rodríguez, vescovo cattolico spagnolo († 1993)
- 1925 - Mario Rossi, medico e attivista italiano († 1976)
- 1925 - Renato Ruffinatti, partigiano italiano († 1944)
- 1925 - Iosif Sîrbu, tiratore a segno rumeno († 1964)
- 1925 - Jean-Charles Tacchella, regista e sceneggiatore francese († 2024)
- 1926 - Anthony Stafford Beer, matematico inglese († 2002)
- 1926 - Felice Cenacchio, partigiano italiano († 1944)
- 1926 - John Ericson, attore tedesco († 2020)
- 1926 - Sergej Filatov, cavaliere sovietico († 1997)
- 1926 - Mel Mermelstein, scrittore cecoslovacco († 2022)
- 1926 - Carlo Pagliarini, partigiano, politico e pedagogista italiano († 1997)
- 1926 - Aldo Ray, attore statunitense († 1991)
- 1927 - Carl Braun, cestista e allenatore di pallacanestro statunitense († 2010)
- 1927 - Colin Davis, direttore d'orchestra britannico († 2013)
- 1927 - Clara Jaione, cantante italiana († 2011)
- 1927 - Tancredi Parmeggiani, pittore italiano († 1964)
- 1927 - Guglielmo Toros, calciatore italiano († 2012)
- 1928 - Harold Becker, regista, produttore cinematografico e fotografo statunitense
- 1928 - Pippo Rallo, cantante italiano († 2020)
- 1929 - Ronnie Barker, attore e comico britannico († 2005)
- 1929 - Luciano Lilloni, scacchista italiano († 2000)
- 1929 - Delia Scala, attrice e ballerina italiana († 2004)
- 1929 - Mykola Varvarcev, storico ucraino († 2020)
- 1929 - Jacques Viaene, pallanuotista francese († 1962)
- 1929 - Barbara Walters, giornalista, scrittrice e conduttrice televisiva statunitense († 2022)
- 1930 - Borivoje Cenić, cestista e allenatore di pallacanestro jugoslavo († 2021)
- 1930 - Nino Cerruti, stilista e imprenditore italiano († 2022)
- 1930 - Isaac Chocrón, drammaturgo, economista e traduttore venezuelano († 2011)
- 1930 - Michele Di Martino, politico italiano († 2023)
- 1930 - Robert Fyfe, attore scozzese († 2021)
- 1930 - Isidoro Malmierca Peoli, politico, giornalista e rivoluzionario cubano († 2001)
- 1930 - Fausto Robustelli, calciatore svizzero († 2008)
- 1930 - Shel Silverstein, poeta, cantautore e disegnatore statunitense († 1999)
- 1930 - Suraphol Sombatcharoen, cantante thailandese († 1968)
- 1930 - Witold Zagórski, cestista e allenatore di pallacanestro polacco († 2016)
- 1931 - Francesco Chiesa, ex calciatore svizzero
- 1932 - Glenn Gould, pianista, compositore e clavicembalista canadese († 1982)
- 1932 - Terry Medwin, calciatore gallese († 2024)
- 1932 - Brian Murphy, attore britannico († 2025)
- 1932 - Anatolij Solov'janenko, tenore sovietico († 1999)
- 1932 - Adolfo Suárez, politico e avvocato spagnolo († 2014)
- 1932 - Konrad Wagner, calciatore tedesco orientale († 1996)
- 1933 - Hubie Brown, ex cestista, allenatore di pallacanestro e telecronista sportivo statunitense
- 1933 - Giulio Ciacci, arbitro di calcio italiano († 2017)
- 1933 - Henri Gaudin, architetto francese († 2021)
- 1933 - Josef Němec, pugile cecoslovacco († 2013)
- 1934 - John Bull, astronauta statunitense († 2008)
- 1934 - Michel Carrega, tiratore a volo francese († 2024)
- 1934 - Giuseppe Pontiggia, scrittore, aforista e critico letterario italiano († 2003)
- 1934 - Salvatore Ragno, politico italiano († 2010)
- 1934 - Raimondo Sirotti, pittore italiano († 2017)
- 1934 - Jean Sorel, attore francese
- 1934 - Irène Tunc, modella e attrice francese († 1972)
- 1935 - Adrien Douady, matematico francese († 2006)
- 1935 - Harv Schmidt, cestista e allenatore di pallacanestro statunitense († 2020)
- 1935 - Maj Sjöwall, scrittrice, giornalista e traduttrice svedese († 2020)
- 1935 - Jennifer Worth, infermiera, musicista e scrittrice britannica († 2011)
- 1936 - Pierre Carniti, sindacalista e politico italiano († 2018)
- 1936 - Juliet Prowse, ballerina e attrice sudafricana († 1996)
- 1936 - Ileana Sărăroiu, cantante rumena († 1979)
- 1936 - Moussa Traoré, generale e politico maliano († 2020)
- 1937 - Mary Allen Wilkes, informatica statunitense
- 1937 - Mario Dalla Pietra, calciatore italiano († 2019)
- 1937 - Jimmy Darrow, cestista statunitense († 1987)
- 1937 - Waldemar Mühlbächer, calciatore romeno († 2021)
- 1937 - Ronnie Robertson, pattinatore artistico su ghiaccio statunitense († 2000)
- 1937 - Gordon R. Sullivan, generale statunitense († 2024)
- 1938 - Ron Hill, maratoneta e mezzofondista britannico († 2021)
- 1938 - Per Funch Jensen, calciatore danese († 1960)
- 1938 - Kim Ji-young, attrice sudcoreana († 2017)
- 1938 - Neville Lederle, pilota automobilistico sudafricano († 2019)
- 1938 - Giuseppe Merisi, vescovo cattolico italiano
- 1938 - Jonathan Motzfeldt, politico groenlandese († 2010)
- 1938 - Leonid Sergeevič Popov, regista sovietico († 2020)
- 1939 - Leon Brittan, politico e avvocato britannico († 2015)
- 1939 - Camilo Diaz Gregorio, vescovo cattolico filippino († 2018)
- 1939 - Brad Euston, attore italiano († 1997)
- 1939 - Sandro Franchina, regista e attore italiano († 1998)
- 1939 - Bruno Gecchelin, designer e architetto italiano
- 1939 - Feroz Khan, attore, montatore e produttore cinematografico indiano († 2009)
- 1939 - Gianfranco Leoncini, calciatore e allenatore di calcio italiano († 2019)
- 1939 - Tonino Nardi, direttore della fotografia italiano († 1993)
- 1939 - Rinaldo Prandoni, paroliere, compositore e cantautore italiano
- 1939 - Ludwig Siebert, bobbista tedesco († 2016)
- 1940 - Hugo Blanco, musicista e compositore venezuelano († 2015)
- 1940 - Brigitte Burmeister, scrittrice e francesista tedesca
- 1940 - Camillo Capolongo, pittore e scultore italiano († 2013)
- 1940 - Ottaviano Colzi, politico italiano
- 1940 - Roberto Del Giudice, doppiatore, direttore del doppiaggio e attore italiano († 2007)
- 1940 - Umberto Pirilli, politico italiano
- 1940 - Tim Severin, scrittore e esploratore irlandese († 2020)
- 1940 - Eva Švankmajerová, artista, poetessa e scenografa ceca († 2005)
- 1941 - Diego Coletti, vescovo cattolico italiano
- 1941 - Francesca Molfino, psicoanalista italiana († 2013)
- 1941 - Takao Sakurai, pugile giapponese († 2012)
- 1941 - Anicetus Bongsu Antonius Sinaga, arcivescovo cattolico indonesiano († 2020)
- 1941 - Jimmy Sturr, polistrumentista e musicista statunitense
- 1941 - Luciano Violante, ex magistrato e politico italiano
- 1942 - Massimo Abbatangelo, politico italiano
- 1942 - Gianni Barcelloni Corte, produttore cinematografico e regista italiano († 2015)
- 1942 - Oscar Bonavena, pugile argentino († 1976)
- 1942 - Ermanno Capelli, paroliere italiano († 2022)
- 1942 - Takeshi Katō, ginnasta giapponese († 1982)
- 1942 - Robert Miano, attore statunitense
- 1942 - Robyn Nevin, attrice e regista teatrale australiana
- 1942 - Henri Pescarolo, ex pilota automobilistico e dirigente sportivo francese
- 1942 - Lino Pizzi, vescovo cattolico italiano
- 1942 - Volker Rühe, politico tedesco
- 1942 - John Taylor, pianista e compositore britannico († 2015)
- 1943 - Lee Aaker, attore statunitense († 2021)
- 1943 - Hugh Curran, allenatore di calcio e ex calciatore scozzese
- 1943 - Robert Gates, politico e militare statunitense
- 1943 - Yoav Gelber, storico israeliano
- 1943 - John Locke, tastierista statunitense († 2006)
- 1943 - Massimo Mattioli, fumettista, illustratore e scrittore italiano († 2019)
- 1943 - Wim Schepers, ciclista su strada olandese († 1998)
- 1943 - Josh Taylor, attore statunitense
- 1943 - Annette Van Zyl, ex tennista sudafricana
- 1943 - Robert Walden, attore statunitense
- 1944 - Gabriele Boscetto, politico e avvocato italiano († 2021)
- 1944 - Vitalij Valer'evič Ceškovskij, scacchista russo († 2011)
- 1944 - Michael Douglas, attore e produttore cinematografico statunitense
- 1944 - Ron Gardin, giocatore di football americano statunitense († 2025)
- 1944 - Aleksandr Lenëv, calciatore sovietico († 2021)
- 1944 - Doris Matsui, politica statunitense
- 1944 - Evelyne Papale Terras, tennista francese († 2012)
- 1944 - Franco Rossi, giornalista italiano († 2013)
- 1944 - Seija Simola, cantante finlandese († 2017)
- 1944 - Lucía Topolansky, politica uruguaiana
- 1944 - Massimo Toschi, attivista e politico italiano († 2023)
- 1944 - Mário de Carvalho, scrittore portoghese
- 1945 - Romano Albani, direttore della fotografia italiano († 2014)
- 1945 - Niels Erik Andersen, ex calciatore danese
- 1945 - Catherine Burns, attrice statunitense († 2019)
- 1945 - Luciano Giovannetti, tiratore a volo italiano
- 1945 - John Holsgrove, ex calciatore inglese
- 1945 - Frans Janssens, calciatore belga († 2024)
- 1945 - Felicity Kendal, attrice britannica
- 1945 - Osvaldo Miccichè, compositore e produttore discografico egiziano
- 1945 - Guido Settembrino, allenatore di calcio italiano († 2006)
- 1945 - Dee Dee Warwick, cantante statunitense († 2008)
- 1946 - Ankica Bašić, ex cestista jugoslava
- 1946 - Tom Blom, conduttore radiofonico e conduttore televisivo olandese († 2017)
- 1946 - Johannes Brost, attore svedese († 2018)
- 1946 - Pier Luigi Foschi, dirigente d'azienda italiano
- 1946 - Roberto Juan Martínez, ex calciatore argentino
- 1946 - Dirk Sterckx, politico belga
- 1946 - Dan Voiculescu, politico e imprenditore rumeno
- 1946 - John Weidman, librettista statunitense
- 1946 - Mick Wright, ex calciatore inglese
- 1947 - Carlo Formenti, giornalista e scrittore italiano
- 1947 - Lembit Lõhmus, medaglista e illustratore estone
- 1947 - Firmine Richard, attrice e politica francese
- 1947 - Paolo Roversi, fotografo italiano
- 1947 - Guðmundur Sigurjónsson, scacchista islandese
- 1947 - Maria Stilde Ambruzzi, scenografa italiana
- 1947 - Cheryl Tiegs, supermodella statunitense
- 1948 - Colleen Atwood, costumista statunitense
- 1948 - Ştefan Birtalan, pallamanista rumeno († 2024)
- 1948 - Mark Benedict Coleridge, arcivescovo cattolico australiano
- 1948 - Mimi Kennedy, attrice e attivista statunitense
- 1948 - Jens Nilsson, politico svedese († 2018)
- 1948 - Charles de Gaulle, avvocato e politico francese
- 1949 - Pedro Almodóvar, regista, sceneggiatore e produttore cinematografico spagnolo
- 1949 - Jack Bender, regista statunitense
- 1949 - Jeff Borowiak, ex tennista statunitense
- 1949 - Angela Bowie, modella, attrice e musicista statunitense
- 1949 - Jerry Costello, politico statunitense
- 1949 - David Irving, regista e produttore cinematografico statunitense
- 1949 - Hideyuki Kikuchi, scrittore giapponese
- 1949 - Steve Mackay, sassofonista statunitense († 2015)
- 1949 - Jean Petit, calciatore e allenatore di calcio francese († 2024)
- 1949 - Annamaria Simonazzi, economista italiana
- 1949 - Henryk Wawrowski, ex calciatore polacco
- 1949 - Anson Williams, attore e regista statunitense
- 1949 - Lance Williams, informatico, grafico e animatore statunitense († 2017)
- 1949 - Zhu Guanghu, allenatore di calcio e ex calciatore cinese
- 1950 - E.C. Coleman, ex cestista statunitense
- 1950 - Connie Conway, politica statunitense
- 1950 - Maurilio De Zolt, ex fondista italiano
- 1950 - Jérôme Diamant-Berger, regista e sceneggiatore francese
- 1950 - Francesco Paolo Iannuzzi, funzionario e politico italiano
- 1950 - Sebastião Lazaroni, allenatore di calcio brasiliano
- 1950 - Bernard Le Coq, attore francese
- 1950 - Stanisław Szozda, ciclista su strada polacco († 2013)
- 1951 - Abdellah Blinda, allenatore di calcio, calciatore e pallamanista marocchino († 2010)
- 1951 - Anne Bogart, regista teatrale e drammaturga statunitense
- 1951 - Gheorghe Brega, politico moldavo
- 1951 - Yardena Arazi, cantante israeliana
- 1951 - Mark Hamill, attore e doppiatore statunitense
- 1951 - Jack Horsley, ex nuotatore statunitense
- 1951 - Bob McAdoo, ex cestista e allenatore di pallacanestro statunitense
- 1951 - Manne Praeker, produttore discografico, bassista e cantante tedesco († 2012)
- 1951 - Kerry Anne Wells, modella australiana
- 1951 - Ladislau Șimon, lottatore rumeno († 2005)
- 1952 - Leslie Bohem, sceneggiatore statunitense
- 1952 - Giulio Ciampoltrini, archeologo italiano
- 1952 - Giacomo Cirulli, vescovo cattolico italiano
- 1952 - Ray Clarke, ex calciatore inglese
- 1952 - Francesco Durante, giornalista, critico letterario e storico della letteratura italiano († 2019)
- 1952 - Colin Friels, attore scozzese
- 1952 - Jimmy Garvin, ex wrestler statunitense
- 1952 - Kevin Lewis, ex calciatore inglese
- 1952 - Patrick Mackay, serial killer britannico
- 1952 - Carlo Montano, ex schermidore italiano
- 1952 - Cherríe Moraga, attivista, scrittrice e drammaturga statunitense
- 1952 - Colin Morris, allenatore di calcio inglese († 2000)
- 1952 - Mansour Ojjeh, imprenditore francese († 2021)
- 1952 - Christopher Reeve, attore, regista e produttore cinematografico statunitense († 2004)
- 1952 - Marc Schnyder, ex calciatore svizzero
- 1952 - Amina Wadud, religiosa statunitense
- 1952 - Bell hooks, scrittrice e attivista statunitense († 2021)
- 1953 - Stefano Cazzaro, ex arbitro di pallacanestro italiano
- 1953 - Walter De Cesaris, politico italiano
- 1953 - Jayne Houdyshell, attrice e cantante statunitense
- 1953 - Bob Layton, fumettista statunitense
- 1953 - Adolfo Manzi, fantino italiano
- 1953 - Gregory Meeks, politico e avvocato statunitense
- 1953 - Zoran Pančić, ex canottiere serbo
- 1953 - Ron Rash, scrittore e poeta statunitense
- 1953 - Liuwe Tamminga, organista e clavicembalista olandese († 2021)
- 1953 - Aldo Tommasini, ex cestista italiano
- 1954 - Luc Barnier, montatore francese († 2012)
- 1954 - Larry Braziel, ex giocatore di football americano statunitense
- 1954 - Pietro Grilli di Cortona, politologo italiano († 2015)
- 1954 - Joep Lange, medico olandese († 2014)
- 1954 - Ravil Maganov, imprenditore e dirigente d'azienda russo († 2022)
- 1954 - Steve Niehaus, ex giocatore di football americano statunitense
- 1954 - Mario Occhipinti, politico e medico italiano
- 1954 - Juande Ramos, allenatore di calcio e ex calciatore spagnolo
- 1954 - Juan Carlos Vidal, ex calciatore spagnolo
- 1955 - Angelo Arcidiacono, schermidore italiano († 2007)
- 1955 - Peter Bruch, ex nuotatore tedesco orientale
- 1955 - Ludo Coeck, calciatore belga († 1985)
- 1955 - Zucchero Fornaciari, cantautore e musicista italiano
- 1955 - Lalla Francia, cantante italiana
- 1955 - Marcos Hocevar, ex tennista brasiliano
- 1955 - Lorenzo Leuzzi, vescovo cattolico e medico italiano
- 1955 - José Félix Pérez Aguerri, ex calciatore spagnolo
- 1955 - Karl-Heinz Rummenigge, dirigente sportivo e ex calciatore tedesco
- 1955 - Steven Severin, bassista, compositore e produttore discografico britannico
- 1956 - Salvatore Bagni, ex calciatore e dirigente sportivo italiano
- 1956 - Massimo Borghetto, ex cestista italiano
- 1956 - Paul Futcher, allenatore di calcio e calciatore inglese († 2016)
- 1956 - Ron Futcher, ex calciatore inglese
- 1956 - Livio Gardiman, ex calciatore italiano
- 1956 - William Daniel Hillis, ingegnere statunitense
- 1956 - Jamie Hyneman, conduttore televisivo statunitense
- 1956 - Robert Marx, ex schermidore statunitense
- 1956 - Marco Pereira, chitarrista, compositore e arrangiatore brasiliano
- 1956 - Dan Stockalper, ex cestista statunitense
- 1957 - Don Fleming, musicista e produttore discografico statunitense
- 1957 - Michael Madsen, attore statunitense († 2025)
- 1957 - Michael McGrath, attore e cantante statunitense († 2023)
- 1957 - Marga van der Meijs, ex cestista olandese
- 1957 - Soraya Begliomini Brandão, cestista brasiliana († 2021)
- 1957 - Charles Tannock, politico britannico
- 1957 - Patrick Tatopoulos, scenografo, regista e effettista francese
- 1958 - Alessandro Cogolo, giornalista, traduttore e autore televisivo italiano († 2005)
- 1958 - Claudia Hempel, ex nuotatrice tedesca orientale
- 1958 - Jan Vokál, vescovo cattolico ceco
- 1958 - Holger Willmer, ex calciatore tedesco
- 1959 - Eduardo Acevedo, allenatore di calcio e ex calciatore uruguaiano
- 1959 - Gianluca Arcopinto, produttore cinematografico italiano
- 1959 - Aube, musicista giapponese († 2013)
- 1959 - Kai Erik Herlovsen, ex calciatore norvegese
- 1959 - Béla Melis, calciatore ungherese († 2024)
- 1959 - Norberto Quiroga, ex sciatore alpino argentino
- 1959 - Peter Zhelder, attore e doppiatore danese
- 1960 - Jorge Enrique Alonso, ex calciatore spagnolo
- 1960 - Ihor Bjelanov, ex calciatore sovietico
- 1960 - Albert Cigagna, ex rugbista a 15 francese
- 1960 - Giovanni Conti, ex velista sammarinese
- 1960 - Kristin Hannah, scrittrice statunitense
- 1960 - Natallja Kačanova, politica bielorussa
- 1960 - Prosper Kontiebo, arcivescovo cattolico burkinabé
- 1960 - Roberto Kunstler, cantautore e paroliere italiano
- 1960 - Petar Lazić, scrittore e giornalista serbo († 2017)
- 1960 - Evaristo Pérez Torices, allenatore di pallacanestro spagnolo
- 1960 - Mike Pitts, giocatore di football americano e allenatore di football americano statunitense († 2021)
- 1960 - Andrzej Stasiuk, scrittore e poeta polacco
- 1960 - Kaoru Tada, fumettista giapponese († 1999)
- 1960 - Shinji Tanaka, ex calciatore giapponese
- 1960 - Eduardo Yáñez, attore messicano
- 1961 - Mario Díaz-Balart, politico statunitense
- 1961 - Heather Locklear, attrice e ex modella statunitense
- 1961 - Eduardo Martínez, ex pallavolista e ex giocatore di beach volley argentino
- 1961 - Frankie Randall, pugile statunitense († 2020)
- 1961 - Dagmar Reichardt, letterata tedesca
- 1961 - Maria Laura Rodotà, giornalista italiana
- 1961 - Ronnie Whelan, allenatore di calcio e ex calciatore irlandese
- 1961 - Tracy Wilson, ex danzatrice su ghiaccio e allenatrice di pattinaggio canadese
- 1962 - José María Aguilar, dirigente sportivo argentino
- 1962 - David Bedella, attore e cantante statunitense
- 1962 - Ales' Bjaljacki, attivista bielorusso
- 1962 - Alessandro Dimai, astronomo italiano († 2019)
- 1962 - Joël Gaspoz, ex sciatore alpino svizzero
- 1962 - Vicki Nelson, ex tennista statunitense
- 1962 - Philippa Roe, politica britannica († 2022)
- 1962 - Marilyn Strickland, politica statunitense
- 1962 - Beth Toussaint, attrice statunitense
- 1962 - Aida Turturro, attrice statunitense
- 1962 - Dariusz Wdowczyk, allenatore di calcio e ex calciatore polacco
- 1963 - Vincenzo Attrice, ex calciatore italiano
- 1963 - Alessandra Borghese, scrittrice e giornalista italiana
- 1963 - Tate Donovan, attore statunitense
- 1963 - Helen Jameson, ex nuotatrice britannica
- 1963 - Piero Morello, ex pugile italiano
- 1963 - Mikael Persbrandt, attore svedese
- 1963 - Thais Russomano, medico brasiliana
- 1963 - Keely Shaye Smith, giornalista e conduttrice televisiva statunitense
- 1963 - Iván Sopegno, allenatore di calcio argentino
- 1964 - Anita Barone, attrice statunitense
- 1964 - Marc Benioff, imprenditore statunitense
- 1964 - Claudio Castellazzi, ex cestista italiano
- 1964 - Maria Doyle Kennedy, attrice, cantante e regista irlandese
- 1964 - Otis Hughley, allenatore di pallacanestro statunitense
- 1964 - Chris Impellitteri, chitarrista statunitense
- 1964 - Kikuko Inoue, doppiatrice e cantante giapponese
- 1964 - Chris Jacobs, ex nuotatore statunitense
- 1964 - Ida Jessen, scrittrice e traduttrice danese
- 1964 - Carlos Ruiz Zafón, scrittore spagnolo († 2020)
- 1964 - Joey Saputo, dirigente sportivo e imprenditore canadese
- 1964 - Sandra Truccolo, arciera italiana
- 1965 - Anja Cetti Andersen, astronoma e astrofisica danese
- 1965 - Gregg Avedon, supermodello e attore statunitense
- 1965 - Edoardo Catemario, chitarrista italiano
- 1965 - Pedro Espinha, ex calciatore portoghese
- 1965 - Stefano Geuna, medico e docente italiano
- 1965 - Pia Hansen, tiratrice a volo svedese
- 1965 - Kenta Hasegawa, allenatore di calcio e ex calciatore giapponese
- 1965 - Saffron Henderson, doppiatrice e cantante canadese
- 1965 - Vander Iacovino, allenatore di calcio a 5 e ex giocatore di calcio a 5 brasiliano
- 1965 - Marcello Montanari, allenatore di calcio e ex calciatore italiano
- 1965 - Scottie Pippen, ex cestista statunitense
- 1965 - Gigi Piras, fumettista italiano
- 1965 - Sergio Ramazzotti, fotografo, giornalista e scrittore italiano
- 1965 - Rob Schmidt, regista statunitense
- 1965 - Amara Traoré, allenatore di calcio e ex calciatore senegalese
- 1965 - Martín Vázquez, allenatore di calcio e ex calciatore spagnolo
- 1966 - Niccolò Ammaniti, scrittore, regista e sceneggiatore italiano
- 1966 - Salvatore Bertuccelli, allenatore di calcio e ex calciatore italiano
- 1966 - Stanislav Bunin, pianista russo
- 1966 - Jason Flemyng, attore britannico
- 1966 - Giovanni Guaccero, compositore e musicologo italiano
- 1966 - Valeria Milillo, attrice e regista italiana
- 1966 - Mike Pettine, ex giocatore di football americano e allenatore di football americano statunitense
- 1966 - Ramon Revilla Jr., attore, conduttore televisivo e politico filippino
- 1966 - Rubén Scolari, ex cestista argentino
- 1966 - Dmytro Topčijev, ex calciatore sovietico
- 1967 - James Berardinelli, critico cinematografico e scrittore statunitense
- 1967 - Shelly Bond, curatrice editoriale statunitense
- 1967 - Bobbito García, disc jockey, produttore discografico e attore portoricano
- 1967 - Peter Guggi, ex calciatore austriaco
- 1967 - Jeff Hartwig, ex astista statunitense
- 1967 - Catiuscia Marini, politica italiana
- 1967 - Borimir Perković, allenatore di calcio e ex calciatore croato
- 1967 - Luciano Rezzolla, astrofisico italiano
- 1967 - Audrey Wasilewski, attrice e doppiatrice statunitense
- 1967 - Eva Eastwood, cantante svedese
- 1968 - Rock Embingou, ex calciatore congolese (Repubblica del Congo)
- 1968 - Sébastien Fath, scrittore e storico francese
- 1968 - Dražen Kutleša, arcivescovo cattolico croato
- 1968 - Mahieddine Meftah, ex calciatore algerino
- 1968 - Cristiano Migliorati, ex pilota motociclistico e dirigente sportivo italiano
- 1968 - Friso di Orange-Nassau, conte olandese († 2013)
- 1968 - Carlo Piana, avvocato italiano
- 1968 - Will Smith, attore, produttore cinematografico e rapper statunitense
- 1968 - Swan, regista e sceneggiatore italiano
- 1969 - Bumblefoot, chitarrista, cantante e produttore discografico statunitense
- 1969 - David Caramelli, antropologo italiano
- 1969 - Adam Delimkhanov, generale e politico russo
- 1969 - Damien Leyrolles, allenatore di pallacanestro francese
- 1969 - Francesco Longobardi, ex cestista e dirigente sportivo italiano
- 1969 - Malin Persson Giolito, scrittrice e avvocatessa svedese
- 1969 - Hal Sparks, attore statunitense
- 1969 - Radostin Stojčev, allenatore di pallavolo, dirigente sportivo e ex pallavolista bulgaro
- 1969 - Morten Svalstad, ex calciatore norvegese
- 1969 - Catherine Zeta-Jones, attrice britannica
- 1970 - Ernesto Alterio, attore argentino
- 1970 - David Benioff, scrittore e sceneggiatore statunitense
- 1970 - Yavuz Çetin, chitarrista e cantante turco († 2001)
- 1970 - Federica Chiavaroli, politica italiana
- 1970 - Xavier Fournier-Bidoz, allenatore di sci alpino e ex sciatore alpino francese
- 1970 - Filippo Gatti, cantautore, musicista e produttore discografico italiano
- 1970 - Aja Kong, wrestler giapponese
- 1970 - Valisia LeKae, attrice e cantante statunitense
- 1970 - Alessandra Montrucchio, scrittrice e traduttrice italiana
- 1970 - Rasa Polikevičiūtė, ex ciclista su strada lituana
- 1970 - Paul Pope, fumettista statunitense
- 1970 - Piero Trellini, scrittore, giornalista e autore televisivo italiano
- 1971 - Federica Bosco, scrittrice e sceneggiatrice italiana
- 1971 - Andrea Celeste, carabiniere italiano
- 1971 - Kevin Holness, ex calciatore canadese
- 1971 - Axel Kicillof, politico e economista argentino
- 1971 - Josemir Lujambio, ex calciatore uruguaiano
- 1971 - John Lynch, ex giocatore di football americano e dirigente sportivo statunitense
- 1971 - Paola Minaccioni, attrice, comica e conduttrice radiofonica italiana
- 1971 - Nikos Mpountourīs, ex cestista e dirigente sportivo greco
- 1971 - Ane Riel, scrittrice danese
- 1972 - Panagiōtīs Giannopoulos, ex calciatore greco
- 1972 - Kim Grant, dirigente sportivo, allenatore di calcio e ex calciatore ghanese
- 1972 - Shem Kororia, ex mezzofondista e maratoneta keniota
- 1972 - Cristián Ariel Morales, ex calciatore argentino
- 1972 - Gaël Morel, attore, regista e sceneggiatore francese
- 1972 - Micki Piperno, chitarrista e compositore italiano
- 1972 - Valentina Popova, ex sollevatrice russa
- 1972 - Vsevolod Vladimirovič Zel'čenko, poeta e insegnante russo
- 1973 - Tijjani Babangida, ex calciatore nigeriano
- 1973 - Claire Borotra, attrice francese
- 1973 - Domenico Cannone, ex canoista italiano
- 1973 - Jakob Ellemann-Jensen, politico danese
- 1973 - Samantha Ferrari, ex ginnasta italiana
- 1973 - Talal Jebreen, ex calciatore saudita
- 1973 - Jo Hye-jin, ex cestista sudcoreana
- 1973 - Tomoaki Kuno, ex calciatore giapponese
- 1973 - Bridget Marquardt, modella e personaggio televisivo statunitense
- 1973 - Oli de Sat, compositore, chitarrista e tastierista francese
- 1973 - Juarez de Souza Teixeira, ex calciatore brasiliano
- 1973 - Bridgette Wilson, attrice e ex modella statunitense
- 1974 - A.R. Murugadoss, regista, sceneggiatore e produttore cinematografico indiano
- 1974 - Francesco Acquaroli, politico italiano
- 1974 - Pascal Arimont, politico belga
- 1974 - Olivier Dacourt, ex calciatore francese
- 1974 - Toni Gross, ex cestista e allenatrice di pallacanestro statunitense
- 1974 - Diego Gutiérrez, cantautore cubano
- 1974 - Tye Harvey, ex astista statunitense
- 1974 - Joel Prpic, hockeista su ghiaccio canadese
- 1975 - Andrea Benfante, attore italiano
- 1975 - Daniela Ceccarelli, allenatrice di sci alpino e ex sciatrice alpina italiana
- 1975 - Mariusz Duda, cantante e bassista polacco
- 1975 - Ashley Fisher, ex tennista australiano
- 1975 - Alessandra Flora, paroliera e compositrice italiana
- 1975 - Matt Hasselbeck, ex giocatore di football americano statunitense
- 1975 - Martin Hyský, allenatore di calcio e ex calciatore ceco
- 1975 - Luca Ricci, regista teatrale, drammaturgo e direttore artistico italiano
- 1975 - Maya Sansa, attrice italiana
- 1975 - Eugenius Senuita, pentatleta lituano
- 1976 - Charlotte Ayanna, attrice statunitense
- 1976 - Chauncey Billups, allenatore di pallacanestro e ex cestista statunitense
- 1976 - Gustavo Dalsasso, ex calciatore argentino
- 1976 - Armando Gonçalves Teixeira, allenatore di calcio e ex calciatore portoghese
- 1976 - Jonathan Johnson, politico olandese
- 1976 - Li Nan, ex cestista e allenatore di pallacanestro cinese
- 1976 - Frank Lobos, ex calciatore cileno
- 1976 - Ras Kass, rapper e attore statunitense
- 1976 - Chiara Siracusa, cantante maltese
- 1976 - Marit Strømøy, pilota motonautica norvegese
- 1976 - Santigold, cantautrice e produttrice discografica statunitense
- 1976 - Bobbie Williams, giocatore di football americano statunitense
- 1976 - Zé Elias, ex calciatore brasiliano
- 1977 - Tomás Aguilera, ex cestista venezuelano
- 1977 - Tanya Blount, musicista e attrice statunitense
- 1977 - David Brandt, ex giocatore di football americano e allenatore di football americano statunitense
- 1977 - Sandro Corsaro, animatore e produttore televisivo statunitense
- 1977 - Gerard Davis, ex calciatore neozelandese
- 1977 - Clea DuVall, attrice e regista statunitense
- 1977 - Divya Dutta, attrice e modella indiana
- 1977 - Alberto Fezzi, scrittore italiano
- 1977 - Rachel Grant, attrice britannica
- 1977 - Kiyoshi Ijichi, batterista giapponese
- 1977 - Péter Kabát, ex calciatore ungherese
- 1977 - Toni Lydman, ex hockeista su ghiaccio finlandese
- 1977 - Smiljana Marinović, nuotatrice croata
- 1977 - Joel David Moore, attore e regista statunitense
- 1977 - Yoshiaki Nishimura, produttore cinematografico giapponese
- 1977 - Rinaldo Nocentini, ex ciclista su strada italiano
- 1977 - Orges Shehi, allenatore di calcio e ex calciatore albanese
- 1977 - Kim Wielens, ex cestista neozelandese
- 1978 - Roudolphe Douala, ex calciatore camerunese
- 1978 - Ricardo Gardner, ex calciatore giamaicano
- 1978 - Irak'li K'obakhidze, politico georgiano
- 1978 - Karla Cristina Martins da Costa, cestista brasiliana
- 1978 - Jodie Kidd, supermodella e attrice britannica
- 1978 - Martin Koukal, ex fondista ceco
- 1978 - Ryan Leslie, cantante, produttore discografico e rapper statunitense
- 1978 - Bryan Lucas, ex cestista statunitense
- 1978 - Joe Minoso, attore statunitense
- 1978 - Rossif Sutherland, attore canadese
- 1979 - Ponaryo Astaman, allenatore di calcio e ex calciatore indonesiano
- 1979 - Rashad Evans, artista marziale misto statunitense
- 1979 - Péter Halmosi, calciatore ungherese
- 1979 - Chris Johnson, giocatore di football americano statunitense
- 1979 - Jason Koumas, ex calciatore gallese
- 1979 - Jean-René Lisnard, ex tennista e allenatore di tennis monegasco
- 1979 - Leonel Marshall, pallavolista cubano
- 1979 - Nadežda Orlova, ex bobbista russa
- 1979 - Michele Scarponi, ciclista su strada italiano († 2017)
- 1980 - Jeanne Added, cantautrice francese
- 1980 - Tomō Amino, ex cestista giapponese
- 1980 - Nataša Bekvalac, cantante serba
- 1980 - Jeremiah Bitsui, attore statunitense
- 1980 - Christina Bjordal, cantante norvegese
- 1980 - Stefano Boggia, ex ciclista su strada e ciclocrossista italiano
- 1980 - Antonio Bueno Delgado, ex cestista spagnolo
- 1980 - Īlias Charalampous, allenatore di calcio e ex calciatore cipriota
- 1980 - Federica Dal Rì, mezzofondista italiana
- 1980 - Luca Dello Iacovo, giornalista e blogger italiano († 2013)
- 1980 - Elio Germano, attore e regista teatrale italiano
- 1980 - T.I., rapper e attore statunitense
- 1980 - Matej Jug, arbitro di calcio sloveno
- 1980 - Walter López Castellanos, arbitro di calcio guatemalteco
- 1980 - Olivia Molina, attrice spagnola
- 1980 - Chris Owen, attore statunitense
- 1980 - Alessandro Parrello, regista, sceneggiatore e attore italiano
- 1980 - Patiparn Phetphun, calciatore thailandese
- 1980 - Andy Smith, ex calciatore nordirlandese
- 1980 - Nikola Žigić, allenatore di calcio e ex calciatore serbo
- 1981 - John Gobbi, ex hockeista su ghiaccio e dirigente sportivo svizzero
- 1981 - Perfume Genius, cantautore statunitense
- 1981 - Van Hansis, attore statunitense
- 1981 - Kim Jong-chul, ex politico nordcoreano
- 1981 - Saule, cantautore belga
- 1981 - Lee Yoon-mi, attrice e imprenditrice sudcoreana
- 1981 - Dan Mintz, comico, scrittore e attore statunitense
- 1981 - Darina Mišurová, ex cestista slovacca
- 1981 - Lee Norris, attore statunitense
- 1981 - Leo Olsen, allenatore di calcio e calciatore norvegese
- 1981 - Angelo Palombo, ex calciatore italiano
- 1981 - Luís Pimenta, allenatore di calcio portoghese
- 1981 - Marcel Rodman, allenatore di hockey su ghiaccio, dirigente sportivo e ex hockeista su ghiaccio sloveno
- 1981 - Lindsay Shoop, canottiera statunitense
- 1981 - Claire Tabouret, pittrice e scultrice francese
- 1982 - Virginio Caparvi, politico italiano
- 1982 - Casper, rapper tedesco
- 1982 - Miguel Ángel Cuéllar, ex calciatore paraguaiano
- 1982 - Ednilson, ex calciatore guineense
- 1982 - Kany García, cantante e chitarrista portoricana
- 1982 - Nick George, ex cestista britannico
- 1982 - Hyun Bin, attore, modello e cantante sudcoreano
- 1982 - Ivan Knezović, calciatore croato
- 1982 - Sergio Leal, ex calciatore uruguaiano
- 1982 - Gabriel Oyola, ex calciatore argentino
- 1982 - Frederic Winters, pallavolista canadese
- 1983 - Marcin Burkhardt, ex calciatore polacco
- 1983 - Serge Djiéhoua, calciatore ivoriano
- 1983 - Daniel Márcio Fernandes, ex calciatore canadese
- 1983 - Dorothée Gilbert, ballerina francese
- 1983 - Donald Glover, attore, cantante e rapper statunitense
- 1983 - Ha Eun-ju, ex cestista sudcoreana
- 1983 - Daniela Mattana, calciatrice italiana
- 1983 - Glenn Murray, ex calciatore inglese
- 1983 - Naomi Russell, ex attrice pornografica statunitense
- 1983 - Son Dam-bi, cantante e attrice sudcoreana
- 1983 - Yūhei Tokunaga, ex calciatore giapponese
- 1983 - Dániel Varga, ex pallanuotista e allenatore di pallanuoto ungherese
- 1983 - Jean Robert Yelou, calciatore vanuatuano
- 1984 - Jamshed Anwar, ex calciatore pakistano
- 1984 - Thomas Bäumle, ex hockeista su ghiaccio svizzero
- 1984 - Miran Burgič, ex calciatore sloveno
- 1984 - Matt Carle, hockeista su ghiaccio statunitense
- 1984 - Ludovica Dalia, pallavolista italiana
- 1984 - Phil Davis, artista marziale misto statunitense
- 1984 - Dominik Gschwenter, ex sciatore alpino austriaco
- 1984 - Marshevet Hooker, ex velocista statunitense
- 1984 - Zlatko Horvat, pallamanista croato
- 1984 - Barak Itzhaki, allenatore di calcio e ex calciatore israeliano
- 1984 - Dustin Keller, ex giocatore di football americano statunitense
- 1984 - Yaguine Koita e Fodé Tounkara, guineano († 1999)
- 1984 - Rashad McCants, ex cestista statunitense
- 1984 - Thomas Sæther, giocatore di calcio a 5 e ex calciatore norvegese
- 1984 - Matías Silvestre, ex calciatore argentino
- 1984 - Siphiwe Tshabalala, ex calciatore sudafricano
- 1984 - Zach Woods, attore statunitense
- 1985 - Nery Brenes, velocista costaricano
- 1985 - Lucky Daye, cantautore statunitense
- 1985 - Cha Jong-hyok, ex calciatore nordcoreano
- 1985 - C.J. Giles, cestista statunitense
- 1985 - Gökhan Güleç, ex calciatore turco
- 1985 - Eréndira Ibarra, attrice e sceneggiatrice messicana
- 1985 - Marvin Matip, calciatore tedesco
- 1985 - Strahinja Milošević, ex cestista serbo
- 1985 - Álex Ortiz, ex calciatore spagnolo
- 1985 - Jure Travner, calciatore sloveno
- 1986 - Heidi El Tabakh, allenatrice di tennis e ex tennista egiziana
- 1986 - Steve Forrest, cantante, chitarrista e batterista statunitense
- 1986 - Nicole Fugere, attrice statunitense
- 1986 - Jiang Tingting, sincronetta cinese
- 1986 - Jiang Wenwen, sincronetta cinese
- 1986 - Michal Jonáš, ex calciatore slovacco
- 1986 - Zoran Jovanović, calciatore svedese
- 1986 - Vernon Macklin, ex cestista e allenatore di pallacanestro statunitense
- 1986 - Sylvain Miaillier, sciatore freestyle francese
- 1986 - Jamie O'Hara, ex calciatore inglese
- 1986 - Piotr Polczak, ex calciatore polacco
- 1986 - Giorgi Popkhadze, ex calciatore georgiano
- 1986 - Ryu Jun-yeol, attore sudcoreano
- 1986 - Albert Subirats, ex nuotatore venezuelano
- 1986 - Wesley Verhoek, ex calciatore olandese
- 1986 - Sara Zanotti, ex calciatrice italiana
- 1987 - David Ausberry, giocatore di football americano statunitense
- 1987 - Ione Belarra, politica e psicologa spagnola
- 1987 - Anthony Benna, ex sciatore freestyle francese
- 1987 - Francesco D'Uva, politico italiano
- 1987 - Arisa Fujiwara, ex cestista giapponese
- 1987 - Fabio Lucioni, ex calciatore italiano
- 1987 - Nicolás Martínez, ex calciatore argentino
- 1987 - Earl Mitchell, giocatore di football americano statunitense
- 1987 - Monica Niculescu, tennista rumena
- 1987 - Joachim Puchner, ex sciatore alpino austriaco
- 1987 - Va'afuti Tavana, pallavolista statunitense
- 1987 - Ami Tokito, cantante, modella e attrice giapponese
- 1987 - Andrea Tremaglia, politico italiano
- 1987 - Mustafa Yumlu, calciatore turco
- 1988 - Anthony Dablé-Wolf, giocatore di football americano francese
- 1988 - Enrico Demonte, velocista italiano
- 1988 - Kateryna Dolžykova, scacchista ucraina
- 1988 - Nemanja Gordić, cestista bosniaco
- 1988 - Massimo Graziato, ex ciclista su strada italiano
- 1988 - Samantha Henry-Robinson, velocista giamaicana
- 1988 - Dimităr Krasimirov Iliev, calciatore bulgaro
- 1988 - Ekaterina Koneva, triplista russa
- 1988 - Lee Han-bin, pattinatore di short track sudcoreano
- 1988 - Orion Outerbridge, ex cestista statunitense
- 1988 - Joe Prospero, attore britannico
- 1988 - Joris Sainati, ex calciatore francese
- 1988 - Maciej Wilusz, ex calciatore polacco
- 1988 - Žaklin Zlatanova, cestista bulgara
- 1989 - Honorio Banario, artista marziale misto filippino
- 1989 - Ognjen Čančarević, calciatore serbo
- 1989 - Matteo Da Ros, cestista italiano
- 1989 - Chris Daukaus, artista marziale misto statunitense
- 1989 - Román Gastaldi, ex multiplista argentino
- 1989 - Jordan Gavaris, attore canadese
- 1989 - Danny L Harle, compositore britannico
- 1989 - Giorgi Janelidze, calciatore georgiano
- 1989 - Cuco Martina, calciatore olandese
- 1989 - Hanna Minenko, triplista ucraina
- 1989 - Arnab Mondal, calciatore indiano
- 1989 - Samantha Murray, pentatleta britannica
- 1989 - Matthew Rossiter, canottiere britannico
- 1989 - Aldon Smith, giocatore di football americano statunitense
- 1989 - Debora Vicenzotti, ex cestista italiana
- 1990 - Guillermo Allison, calciatore messicano
- 1990 - Mao Asada, ex pattinatrice artistica su ghiaccio giapponese
- 1990 - Genevieve Behrent, canottiera neozelandese
- 1990 - Tajh Boyd, ex giocatore di football americano e allenatore di football americano statunitense
- 1990 - Edie Campbell, supermodella inglese
- 1990 - Sam Clucas, calciatore inglese
- 1990 - Jake Cohen, ex cestista statunitense
- 1990 - Ismael Debjani, mezzofondista belga
- 1990 - Lucian Filip, allenatore di calcio e ex calciatore rumeno
- 1990 - Reuben Gabriel, calciatore nigeriano
- 1990 - Raju Gaikwad, calciatore indiano
- 1990 - Michael Gardawski, calciatore tedesco
- 1990 - Shawn Glover, cestista statunitense
- 1990 - Shōri Hamada, judoka giapponese
- 1990 - Armando Heeb, calciatore liechtensteinese
- 1990 - Bajram Jashanica, calciatore kosovaro
- 1990 - Tonći Kukoč, calciatore croato
- 1990 - Ina Meschik, ex snowboarder austriaca
- 1990 - Enni Mälkönen, copilota di rally finlandese
- 1990 - Rafael Santos, giocatore di calcio a 5 brasiliano
- 1990 - Eneko Satrústegui, calciatore spagnolo
- 1990 - Stephanie Schneider, bobbista tedesca
- 1990 - Daria Strokous, modella russa
- 1991 - Dželil Abdula, calciatore macedone
- 1991 - Temurxo'ja Abduxoliqov, calciatore uzbeko
- 1991 - Jéssica Andrade, artista marziale mista brasiliana
- 1991 - Gheorghe Andronic, calciatore moldavo
- 1991 - Michael Bowie, giocatore di football americano statunitense
- 1991 - Emmy Clarke, attrice statunitense
- 1991 - Alessandro Crescenzi, calciatore italiano
- 1991 - Rubén Farfán, calciatore cileno
- 1991 - Anthony Ireland, cestista statunitense
- 1991 - Jo Hyeon-woo, calciatore sudcoreano
- 1991 - Calle Järnkrok, hockeista su ghiaccio svedese
- 1991 - Athanasios Karagkounīs, ex calciatore greco
- 1991 - Emma Kullberg, calciatrice svedese
- 1991 - Shin Lim, illusionista canadese
- 1991 - Stine Bredal Oftedal, pallamanista norvegese
- 1991 - Alec Ogletree, giocatore di football americano statunitense
- 1991 - Gloria Radulescu, attrice e modella italiana
- 1991 - Alexander Rossi, pilota automobilistico statunitense
- 1991 - Hélène Rousseaux, pallavolista belga
- 1991 - Ruswahl Samaai, lunghista sudafricano
- 1991 - Emanuela Schioppo, calciatrice italiana
- 1991 - Aaron Younger, pallanuotista australiano
- 1991 - Jan van der Bij, canottiere olandese
- 1992 - Mirza Alibegović, cestista italiano
- 1992 - Álvaro Ampuero, calciatore peruviano
- 1992 - Stephanie Breitner, calciatrice tedesca
- 1992 - Jonathan Clauss, calciatore francese
- 1992 - Willy Delajod, arbitro di calcio francese
- 1992 - Teddy Swims, cantautore statunitense
- 1992 - Mulern Jean, ostacolista haitiana
- 1992 - Kim Jang-mi, tiratrice a segno sudcoreana
- 1992 - Iori Kogawa, pornostar giapponese
- 1992 - Amit Kolton, giocatore di football americano israeliano
- 1992 - Massimo Luongo, calciatore australiano
- 1992 - Pierre Oriola, cestista spagnolo
- 1992 - Junoflo, rapper sudcoreano
- 1992 - Mirko Quinz, ex hockeista su ghiaccio italiano
- 1992 - Roko Rogić, cestista croato
- 1992 - Rosalía, cantautrice, produttrice discografica e attrice spagnola
- 1992 - Lisa Sauermann, matematica tedesca
- 1992 - Charlie Uhrle, calciatore samoano americano
- 1992 - Rodrigo Dantas, ex giocatore di football americano brasiliano
- 1993 - Arlind Ajeti, calciatore svizzero
- 1993 - Brandin Cooks, giocatore di football americano statunitense
- 1993 - Leandro Cordeiro de Lima Silva, calciatore brasiliano
- 1993 - Narayan Das, calciatore indiano
- 1993 - Lenny, cantautrice e musicista ceca
- 1993 - Victor Martín, nuotatore spagnolo
- 1993 - Francesca Milani, judoka italiana
- 1993 - Kwandakwensizwa Mngonyama, calciatore sudafricano
- 1993 - Rashad Muhammed, calciatore francese
- 1993 - Abdel Nader, cestista egiziano
- 1993 - Simeon Slavčev, calciatore bulgaro
- 1993 - Allans Vargas, calciatore honduregno
- 1994 - Mashu Baker, judoka giapponese
- 1994 - Kwame Bonsu, calciatore ghanese
- 1994 - Raja Fenske, attore statunitense
- 1994 - Thomas Foket, calciatore belga
- 1994 - Kylie Jefferson, ballerina, attrice e coreografa statunitense
- 1994 - Thomas Kilchmann, giocatore di football americano svizzero
- 1994 - Emma Koivisto, calciatrice finlandese
- 1994 - Jean Evrard Kouassi, calciatore ivoriano
- 1994 - Jansen Panettiere, attore statunitense († 2023)
- 1994 - Andrej Panjukov, calciatore russo
- 1994 - Patryk Sokołowski, calciatore polacco
- 1994 - Aleksandra Stanaćev, cestista serba
- 1994 - Kai Verbij, pattinatore di velocità su ghiaccio olandese
- 1995 - Ryan Beatty, cantautore statunitense
- 1995 - Adam Dźwigała, calciatore polacco
- 1995 - Aidra Fox, attrice pornografica statunitense
- 1995 - Jean-Philippe Gbamin, calciatore ivoriano
- 1995 - Nikola Jambor, calciatore croato
- 1995 - Kristina Knott, velocista filippina
- 1995 - Ana Lago, ex ginnasta messicana
- 1995 - Anushka Maldonado, ex cestista statunitense
- 1995 - Izabella Rapacz, pallavolista statunitense
- 1995 - Sofía Reyes, cantante e attrice messicana
- 1996 - Diego Barbosa, calciatore messicano
- 1996 - Pierre Brun, cestista francese
- 1996 - Gomezgani Chirwa, calciatore malawiano
- 1996 - Max Christiansen, calciatore tedesco
- 1996 - Santiago Grassi, nuotatore argentino
- 1996 - Egemen Güven, cestista turco
- 1996 - Ņikita Koļesovs, ex calciatore lettone
- 1996 - Steve McShane, giocatore di football americano statunitense
- 1996 - Ebtissam Mohamed, pistard, ciclista su strada e mountain biker egiziana
- 1996 - Mie Nielsen, ex nuotatrice danese
- 1996 - Damian Penaud, rugbista a 15 francese
- 1996 - Giovanni Sbrissa, calciatore italiano
- 1996 - John Souttar, calciatore scozzese
- 1996 - Joy Sunday, attrice statunitense
- 1996 - Santiago Vega, ex calciatore uruguaiano
- 1997 - McTelvin Agim, giocatore di football americano statunitense
- 1997 - Durel Avounou, calciatore congolese (Repubblica del Congo)
- 1997 - Pierre Barbier, ciclista su strada e ciclocrossista francese
- 1997 - Alisher Begmuratov, scacchista uzbeko
- 1997 - Barbara Dunst, calciatrice austriaca
- 1997 - Mariano García, mezzofondista spagnolo
- 1997 - Antonia Gentry, attrice statunitense
- 1997 - Clyde Lewis, nuotatore australiano
- 1997 - Ángel Lezama, calciatore venezuelano
- 1997 - Yaya Meledje, calciatore ivoriano
- 1997 - Martin Miller, calciatore estone
- 1997 - Leonardo Pietra Caprina, canottiere italiano
- 1997 - José Pinto, calciatore honduregno
- 1997 - Nicole Svetlana Reina, atleta italiana
- 1997 - Riki Rodríguez, calciatore spagnolo
- 1997 - Suzanne Schulting, pattinatrice di short track olandese
- 1997 - Roberto Villamarín, calciatore peruviano
- 1997 - Aaron Wainwright, rugbista a 15 britannico
- 1997 - Zamdane, rapper marocchino
- 1997 - Szymon Żurkowski, calciatore polacco
- 1998 - Nicoleta-Ancuţa Bodnar, canottiera rumena
- 1998 - Matej Maglica, calciatore croato
- 1998 - Joel Quintero, calciatore ecuadoriano
- 1998 - Mallrat, cantante e rapper australiana
- 1998 - David Weinstock, giocatore di football americano tedesco
- 1998 - Yuan Yue, tennista cinese
- 1999 - Óscar Ariza, tuffatore venezuelano
- 1999 - Uran Bislimi, calciatore svizzero
- 1999 - James Cook, giocatore di football americano statunitense
- 1999 - Rodrigo Formento, calciatore uruguaiano
- 1999 - Liam Kitching, calciatore inglese
- 1999 - Vladislav Kreida, calciatore estone
- 1999 - Joshua Nathan, ginnasta britannico
- 1999 - Rene Rinnekangas, snowboarder finlandese
- 1999 - Edwin Rodríguez, calciatore honduregno
- 1999 - Franco Torres, calciatore argentino
- 2000 - Caterina Banchelli, ex pallanuotista italiana
- 2000 - Elissa Cunane, cestista statunitense
- 2000 - Lucas Henveaux, nuotatore belga
- 2000 - Simon Janssen, calciatore olandese
- 2000 - Guy Palatin, cestista israeliano
- 2000 - Stephanie Rivera, pallavolista portoricana
- 2000 - Il'ja Svinov, calciatore russo
- 2000 - Sara Toffolo, cestista italiana
- 2000 - Deian Verón, calciatore argentino
- 2000 - Bartłomiej Wdowik, calciatore polacco

## XXI secolo(38)
- 2001 - Younes Belkhir, ginnasta algerino
- 2001 - Cade Cunningham, cestista statunitense
- 2001 - Isaak Davies, calciatore gallese
- 2001 - Jalin Hyatt, giocatore di football americano statunitense
- 2001 - Manuel Monzeglio, calciatore uruguaiano
- 2001 - Antonio dei Nobili, atleta paralimpico italiano
- 2002 - Alexander Aravena, calciatore cileno
- 2002 - Sergej Babkin, calciatore russo
- 2002 - Mateo Cáceres, calciatore argentino
- 2002 - Lune, cantante tedesca
- 2002 - Gela Hambese, mezzofondista etiope
- 2002 - Déron Payne, calciatore olandese
- 2002 - Anna Peplowski, nuotatrice statunitense
- 2002 - Jaden Springer, cestista statunitense
- 2002 - Filip Stevanović, calciatore serbo
- 2002 - Jayden Turfkruier, calciatore surinamese
- 2002 - Danilo Veiga, calciatore portoghese
- 2002 - Griffin Yow, calciatore statunitense
- 2003 - Raed Bouchniba, calciatore tunisino
- 2003 - Breno Cascardo, calciatore brasiliano
- 2003 - Krystina Dzmitruk, tennista bielorussa
- 2003 - Donovan Ezeiruaku, giocatore di football americano statunitense
- 2003 - Ikoi Hirota, nuotatrice artistica giapponese
- 2003 - Annabel Jallat, sciatrice alpina francese
- 2003 - Luís Mota, calciatore portoghese
- 2003 - Niklas Pyyhtiä, calciatore finlandese
- 2003 - Bella Ramsey, attrice britannica
- 2003 - Kōdai Sano, calciatore giapponese
- 2004 - Guan Chenchen, ginnasta cinese
- 2004 - Seiran Kobayashi, attrice e cantante giapponese
- 2004 - Aïman Maurer, calciatore francese
- 2004 - Ilyes Raoul, attore tedesco
- 2004 - Moritz Wels, calciatore austriaco
- 2004 - Jacob Whittle, nuotatore britannico
- 2005 - Alexis Fretes, calciatore paraguaiano
- 2005 - Lotte Keukelaar, calciatrice olandese
- 2005 - Ranjuo Tomblin, nuotatore artistico britannico
- 2009 - Leah Jeffries, attrice statunitense